# نوکیا ۳۶۰۰اسلاید
نوکیا ۳۶۰۰اسلاید یک‌نمونه از گوشی‌های تلفن همراه سری ۳۰۰۰ شرکت نوکیا می‌باشد که توسط همین شرکت به بازار عرضه شده‌است.
گوشی خوبیه. من دارمش ۵ ساله